# Baileya
Baileya é um género botânico pertencente à família Asteraceae.